# Běh na lyžích na Zimních olympijských hrách 1976
Běh na lyžích na Zimních olympijských hrách 1976 v Innsbrucku.

## Medailové pořadí zemí
| Pořadí | Země                                 | Zlato | Stříbro | Bronz | Celkově |
| ------ | ------------------------------------ | ----- | ------- | ----- | ------- |
| 1.     | Sovětský svaz (URS)                  | 4     | 2       | 4     | 10      |
| 2.     | Finsko (FIN)                         | 2     | 2       | 1     | 5       |
| 3.     | Norsko (NOR)                         | 1     | 1       | 0     | 2       |
| 4.     | Německá demokratická republika (GDR) | 0     | 1       | 1     | 2       |
| 5.     | Spojené státy americké (USA)         | 0     | 1       | 0     | 1       |
| 6.     | Švédsko (SWE)                        | 0     | 0       | 1     | 1       |
|        | Celkem                               | 7     | 7       | 7     | 21      |

## Medailisté

### Muži
| Disciplína        | Zlato                                                                          | Výkon      | Stříbro                                                                 | Výkon      | Bronz                                                                                      | Výkon      |
| ----------------- | ------------------------------------------------------------------------------ | ---------- | ----------------------------------------------------------------------- | ---------- | ------------------------------------------------------------------------------------------ | ---------- |
| 15 km             | Nikolaj Bažukov · Sovětský svaz (URS)                                          | 43:58,47   | Jevgenij Běljajev · Sovětský svaz (URS)                                 | 44:01,10   | Arto Koivisto · Finsko (FIN)                                                               | 44:19,25   |
| 30 km             | Sergej Saveljev · Sovětský svaz (URS)                                          | 1:30:29,38 | Bill Koch · Spojené státy americké (USA)                                | 1:30:57,84 | Ivan Garanin · Sovětský svaz (URS)                                                         | 1:31:09,29 |
| 50 km             | Ivar Formo · Norsko (NOR)                                                      | 2:37:30,05 | Gert-Dietmar Klause · Německá demokratická republika (GDR)              | 2:38:13,21 | Benny Södergren · Švédsko (SWE)                                                            | 2:39:39,21 |
| štafeta 4 × 10 km | Finsko (FIN) · Matti Pitkänen · Juha Mieto · Pertti Teurajärvi · Arto Koivisto | 2:07:59,72 | Norsko (NOR) · Pål Tyldum · Einar Sagstuen · Ivar Formo · Odd Martinsen | 2:09:58,36 | Sovětský svaz (URS) · Jevgenij Běljajev · Nikolaj Bažukov · Sergej Saveljev · Ivan Garanin | 2:10:51,46 |

### Ženy
| Disciplína       | Zlato                                                                                              | Výkon      | Stříbro                                                                                  | Výkon      | Bronz | Výkon      |
| ---------------- | -------------------------------------------------------------------------------------------------- | ---------- | ---------------------------------------------------------------------------------------- | ---------- | --- | ---------- |
| 5 km             | Helena Takalová · Finsko (FIN)                                                                     | 15:48,69   | Raisa Smetaninová · Sovětský svaz (URS)                                                  | 15:49,73   | Nina Fjodorovová · Sovětský svaz (URS)                                                                              | 16:12,82   |
| 10 km            | Raisa Smetaninová · Sovětský svaz (URS)                                                            | 30:13,41   | Helena Takalová · Finsko (FIN)                                                           | 30:14,28   | Galina Kulakovová · Sovětský svaz (URS)                                                                             | 30:38,61   |
| štafeta 4 × 5 km | Sovětský svaz (URS) · Nina Fjodorovová · Zinaida Amosovová · Raisa Smetaninová · Galina Kulakovová | 1:07:49,75 | Finsko (FIN) · Liisa Suihkonen · Marjatta Kajosmaa · Hilkka Riihivuori · Helena Takalová | 1:08:36,57 | Německá demokratická republika (GDR) · Monika Debertshäuser · Sigrun Krause · Barbara Petzoldová · Veronika Schmidt | 1:09:57,95 |